# Les Pilotes de la Grande Porte
Les Pilotes de la Grande Porte (titre original : Beyond the Blue Event Horizon) est un roman de Frederik Pohl.
Publié en 1980, c'est le deuxième roman du Cycle de la Grande Porte.
Le roman évoque la vie et les actions de deux séries de personnages, environ quinze ans après les événements relatés dans le roman précédent. Sur Terre, Robinette (« Robin ») Broadhead est devenu riche et s'est marié avec Essie, une scientifique qu'il avait jadis rencontrée sur la Grande Porte. Il finance une expédition vers un artefact heechee récemment découvert, l'« Usine alimentaire ». Après quatre années de voyage, les quatre explorateurs dont l'expédition est financée par Robin arrivent à l'Usine alimentaire. Ce qu'ils découvrent les incite à partir explorer une autre station spatiale extraterrestre, le « Paradis Heechee ». La fin du roman révèle le sort respectif des aventuriers et la localisation des Heecheees, mais pas les motifs qui les ont poussés à agir comme ils l'ont fait. 

## Personnages principaux
- Sur Terre
  - Robinette Broadhead (« Robin », « Rob », « Bob ») : milliardaire, ancien pilote à la Grande Porte, environ 40 ans.
  - Semya Lavorovna (« Essie ») : Russe de naissance ; âgée d'environ 40 ans, elle est l'épouse de Robinette et expert en intelligence artificielle.
  - « Albert-Einstein » : programme informatique scientifique créé par Essie pour son époux.
  - « Harriet » : programme informatique de secrétariat créé par Essie pour son époux.
  - « Morton » : programme informatique juridique créé par Essie pour son époux.
  - Hanson Bover : veuf de Trish Bover (elle avait découvert l'Usine alimentaire).

- Sur l'Usine Alimentaire
  - Wan : 15 ans, fils d'une prospectrice de la Grande Porte, devenu orphelin à la suite du décès de sa mère.
  - Peter (appelé « Payter ») Herter : père de Janine et de Dorema « Lurvy ».
  - Janine Herter : 15 ans, demi-sœur de Lurvy (fille d'un second lit).
  - Dorema (appelée « Lurvy ») Herter : demi-sœur de Janine (fille d'un premier lit).
  - Paul C. Hall : époux de Dorema « Lurvy » Herter.
  - Vera : ordinateur de bord du vaisseau de la famille Herter.

- Sur le Paradis Heechee
  - « Le Plus Vieux ».
  - Les « Hommes morts ».
  - Les « Anciens ».
  - Petit Jim (l'un des « Hommes morts »).
  - Henrietta Meacham (l'une des « Hommes morts »).

- Autres personnages
  - « Capitaine » : militaire Heechee, commandant d'un vaisseau spatial.
  - Trish Bover (citée) : pilote de la Grande Porte qui avait découvert l'Usine alimentaire.
  - Gelle-Klara Moylin (citée) : ancienne compagne de Robinette Broadhead.

## Résumé
Le roman se déroule une quinzaine d'années après la fin du roman précédent La Grande Porte.  
La Terre étouffe sous les effets de la surpopulation et les centaines de millions de miséreux. À intervalles réguliers de 130 jours, depuis plusieurs années, des ondes venues de l'espace affectent la sérénité mentale des Humains : la « Fièvre des 130 jours » est chaque fois attendue avec peur.
Robinette Broadhead (« Robin ») est devenu très riche et a financé une expédition vers une station spatiale heechee récemment découverte : l'« Usine alimentaire », située dans le nuage de Oort. Il s'est marié avec Essie, brillante ingénieur spécialisée en programmation et intelligence artificielle. Si les buts de Robin semblent être la recherche scientifique, en réalité il cherche le moyen, grâce à d'éventuelles technologies heechees, d'accéder au trou noir dans lequel Gelle-Klara, dont il était amoureux, avait plongé avec huit autres explorateurs lors d'un voyage d'exploration. Il est aussi en conflit juridique avec Hanson Bover, veuf de Trish Bover, laquelle avait découvert l'Usine alimentaire.
Après quatre années de voyage en vitesse infra-luminique, les quatre explorateurs dont l'expédition est financée par Robin arrivent à l'Usine alimentaire. Ils ont la surprise d'y rencontre Wan, un adolescent de quinze ans, résidant dans la station. Le jeune homme est l’enfant d'une ancienne pilote d'astronef de la Grande Porte, portée disparue. Il explique à la famille Herter qu’il a vécu dans une autre station spatiale, le « Paradis Heechee » (en anglais : « Heechee Heaven »), et qu'il fait les trajets régulièrement entre l'Usine alimentaire (qui n'est qu'une station spatiale secondaire) et le Paradis Heechee (station principale), en empruntant un vaisseau heechee. Wan, qui a vécu seul pendant plusieurs années, n'a reçu aucune éducation, et il se montre intéressé sexuellement par Janine, une des membres du groupe, du même âge que lui.
Wan fait visiter l'Usine alimentaire aux quatre explorateurs. À la suite d'une faiblesse, Wan utilise la « Chambre des rêves ». C'est là qu'il se repose quand il vient à l'Usine alimentaire, et la « Fièvre des 130 jours » subie par les Terriens est ainsi expliquée : involontairement, Wan a envoyé depuis la station spatiale ses rêves et cauchemars dans tout le système solaire. Janine « teste » la Chambre des rêves et envoie ainsi ses rêves vers la Terre ; peu après son père et son beau-frère déconnectent la Chambre des rêves et font cesser les émissions. Néanmoins le dernier rêve émis par Wan depuis la Chambre crée des perturbations sur Terre, et Essie, l'épouse de Robin, est très grièvement blessée lors d'un accident routier. Elle passera plusieurs jours dans le coma et plusieurs semaines en soins intensifs.
Dès leur arrivée, les explorateurs envoient un message par ondes radio à la Terre. La distance entre l'Usine et la Terre étant de 26 jours-lumière, le message met 26 jours pour arriver à destination, et il faut la même période de temps pour que Robin puisse répondre au message.
Tandis que Payter reste sur l'Usine alimentaire pour servir de « relais » entre le Paradis Heechee et la Terre via l'Usine, Janine, Lurvey et Paul, accompagnés de Wan qui leur sert de guide, quittent l'Usine et se rendent en vaisseau spatial heechee au Paradis Heechee. Wan leur a révélé que cette station spatiale est le lieu des « Hommes Morts » et des « Anciens ». Les explorateurs supposent que les Hommes Morts sont d'anciens pilotes de la Grande Porte dont les esprits ou les mémoires ont été stockés sur ordinateur, et que les Anciens pourraient être les Heechees, qu’ils vont pouvoir rencontrer. Le voyage dure 45 jours en vitesse supra-luminique.
Arrivés au Paradis Heechee, les explorateurs tentent d'entrer en relation avec les Hommes Morts, mais la conversation tourne rapidement en rond. Les Esprits ont été « mal stockés ». Ils font aussi une importante découverte : les « éventails à prière heechees » sont en réalité des disques numériques sur lesquels sont stockés des gigabits d'information. Leur décryptage avec un lecteur trouvé sur la station spatiale permettrait aux Humains de faire des avancées technologiques significatives. Quelques jours après leur arrivée, les Anciens capturent Janine, Wan et Lurvy, tandis que Paul parvient à se cacher. Les Anciens ne sont manifestement pas des Heechees, mais plutôt des supplétifs des Heechees, voire des esclaves. On apprendra par la suite qu'ils sont les descendants d'australopithèques jadis capturés par les aliens. Ces Anciens sont sous l'autorité du Plus Vieux (en anglais : « Oldest One »), dont les explorateurs finiront par apprendre qu'il s'agit d'un ordinateur programmé par les Heechees pour maintenir en bon état la station spatiale.
Trois des quatre aventuriers ayant été faits prisonniers, les liaisons radio entre eux et l'Usine alimentaire, sur laquelle était resté le vieux Payter, sont rompues. Le vieil homme sombre dans la dépression : ses filles sont prisonnières d'inconnus, il est seul, à des milliards de kilomètres de la Terre et du Paradis Heechee, et il a peur de mourir d'une crise cardiaque et d'avoir tant souffert du confinement dû au voyage spatial pour ne récolter aucun résultat tangible. Il craint de ne pas pouvoir supporter les quatre années pour retourner, peut-être seul, sur Terre. Il remet en marche la Chambre des rêves et envoie un rêve en direction de la Terre, avec un ultimatum : s'il n'est pas rapatrié très rapidement avec la certitude de devenir riche à son retour sur Terre, il enverra fréquemment des cauchemars aux Humains.
Pendant ce temps, Essie est sortie de réanimation et a pu revenir, quoique sous étroite surveillance médicale, au domicile conjugal. Elle sait que son époux a besoin de faire des découvertes technologiques issus des Heechees pour réaliser son rêve fantasmé de revoir un jour Klara. Robin et elle discutent de la situation connue sur l'Usine alimentaire et le Paradis Heechee. Elle accepte que Robin s'embarque sur un vaisseau spatial et, en utilisant un vaisseau Heechee, fasse le trajet Terre-Paradis Heechee en quelques semaines. Robinette se rend donc sur la Lune, et y dérobe un vaisseau heechee. Il parvient à prendre la direction du Paradis Heechee.
Arrivé à destination, Robin rencontre Paul, qui s'était caché des Anciens. Tous deux, grâce aux armes amenées par Robin, délivrent les trois prisonniers (Wan, Janine, Lurvey). Découvrant l'arrivée du vaisseau de Robin, le Plus Vieux a modifié la trajectoire du Paradis Heechee en direction du centre galactique. Mais les cinq aventuriers parviennent à se rendre maître de la station spatiale et à neutraliser le Plus Vieux. Par ruse, Robin fait croire à l'un des « Hommes Morts », Henrietta, que l'esprit de son défunt mari avait lui-aussi été entreposé dans la mémoire informatique de la station spatiale. Henrietta révèle à Robin le secret de la navigation stellaire des vaisseaux heechees. Grâce à ces informations cruciales, Robin programme le Paradis Heechee pour qu'il puisse à terme se satelliser autour de la Terre.
On découvre entre-temps que le vieux Payter est mort d'une crise cardiaque sur l'Usine alimentaire.
Les explorateurs (Robin, Wan, Janine, Lurvy, Paul) regagnent la Terre. Tous deviennent très riches, et Robin devient l'homme le plus riche du système solaire.
Discutant avec Albert-Einstein, le programme créé par Essie, Robin apprend que les Heechees pourraient s'être réfugiés dans le trou noir du centre de la Voie Lactée, car c'est la direction qu'avait donnée le Plus Vieux au Paradis Heechee. Robin en conclut que si les Heechees peuvent entrer dans un trou noir, ils peuvent aussi en ressortir, et que par conséquent il pourrait un jour revoir Klara, enfermée dans un autre trou noir.
Dans les dernières pages, la vie d'un Heechee dont l'identité ou le grade militaire pourrait être « Capitaine » est relatée. Au fur et à mesure que sa journée se déroule, les événements sur Terre se produisent à une vitesse 40.000 fois plus rapide (une journée heechee dans le trou noir correspond approximativement à un siècle sur Terre). On apprend que les Heechees ont recensé les espèces animales susceptibles de devenir intelligentes au point d'atteindre le voyage interstellaire, et que sur Terre les Heechees avaient « misé » sur les australopithèques, dont quelques exemplaires avaient été prélevés et dont les descendants sont ceux que Wan avait nommés les « Anciens ». Les Heechees ont volontairement cessé la colonisation de la galaxie pour se réfugier dans le trou noir du centre de la galaxie, car ils ont peur d'une autre entité, plus puissante qu'eux et aussi plus terrifiante. La même distance technologique que celle des Humains et des Heeches existe entre les Heechees et leurs mystérieux ennemis. Ainsi la recherche d'espèces animales susceptibles de voyager dans l’espace sert aux Heechees de « tampons » ou de « paratonnerres » : les Ennemis s'en prendront d'abord à ces espèces faibles, qui serviront d'avertisseurs.

## Structure du roman et place dans la série
Le roman est composé de 17 chapitres non numérotés. Chacun d'eux est raconté sous le point de vue d'un des personnages. Les chapitres concernant Robinette Broadhead et Paul C. Hall sont écrits sous forme de la narration faite par ces personnages.
Les « Ennemis » des Heechees seront précisés dans le chapitre 26 du roman suivant, Rendez-vous à la Grande Porte, dont l'action se déroulera quinze ans après les événements relatés dans le présent roman.
Le traducteur de l'anglais vers le français est Michel Demuth ; il n'avait pas été le traducteur du premier roman de la série et ne sera pas le traducteur des trois romans suivants du cycle.
Wan sera un personnage central du roman suivant Rendez-vous à la Grande Porte : désormais âgé de 30 ans, il sera présenté sous les traits d'un sociopathe mal éduqué, violent et irrespectueux à l'égard des femmes.
Gelle-Klara Moylin et Capitaine seront aussi des personnages principaux du roman suivant.

## Distinctions
Le roman a été nommé à divers prix de science-fiction, sans recevoir de premier prix :
- nommé au prix BSFA 1980, catégorie « meilleur roman » ;
- nommé au prix Nebula 1981, catégorie « meilleur roman » ;
- 2e place au prix Locus 1981, catégorie « meilleur roman » ;
- 4e place au prix Hugo 1981, catégorie « meilleur roman ».